# Municipio de Point (Indiana)
El municipio de Point (en inglés: Point Township) es un municipio ubicado en el condado de Posey en el estado estadounidense de Indiana. En el año 2010 tenía una población de 381 habitantes y una densidad poblacional de 2,67 personas por km².

## Geografía
El municipio de Point se encuentra ubicado en las coordenadas 37°50′42″N 87°59′37″O / 37.84500, -87.99361. Según la Oficina del Censo de los Estados Unidos, el municipio tiene una superficie total de 142.58 km², de la cual 130,9 km² corresponden a tierra firme y (8,19 %) 11,67 km² es agua.

## Demografía
Según el censo de 2010, había 381 personas residiendo en el municipio de Point. La densidad de población era de 2,67 hab./km². De los 381 habitantes, el municipio de Point estaba compuesto por el 98,95 % blancos, el 0,26 % eran afroamericanos, el 0,52 % eran amerindios y el 0,26 % eran de una mezcla de razas. Del total de la población el 0,26 % eran hispanos o latinos de cualquier raza.